# The Trouble with the Truth
The Trouble with the Truth (El problema con la verdad) es el octavo álbum del artista de música country Patty Loveless. Llegó al número 10 en la lista de álbumes Billboard Top Country, y al 86 en la lista de Pop. Llegó a disco de platino por ventas certificadas sobre 1,000,000 de copias en U.S.A. Los sencillos "Lonely Too Long" y "You Can Feel Bad" fueron ambos números 1 en la lista de Hot Country Songs; "She Drew a Broken Heart" fue número 4. "A Thousand Times a Day" y "The Trouble With The Truh" llegaron al top Top 20, siendo número 13 y 15 respectivamente.
"Tear-Stained Letter" es una versión de una canción originalmente grabada por el cantante británico Richard Thompson, y otra vez en 1988 por el cantante de country Jo-El Sonnier, cuya versión fue un éxito Top Ten de country. Además, "A Thousand Times a Day" fue previamente incluido por George Jones en su álbum de 1993  High-Tech Redneck.

## Recepción de la crítica
El álbum recibió en general críticas favorables en Billboard,  en donde dijeron que Loveless "se las arregla para sonar a la vez contemporánea y tradicional " , pero criticaron la versión de "Tear-Stained Letter" por no encajar temáticamente con el resto de las canciones.

## Lista de temas
1. "Tear-Stained Letter" (Richard Thompson) – 3:28
2. "The Trouble with the Truth" (Gary Nicholson) – 4:21
3. "I Miss Who I Was (With You)" (Jim Lauderdale, John Leventhal) – 3:19
4. "Everybody's Equal in the Eyes of Love" (Tony Arata) – 3:27
5. "Lonely Too Long" (Mike Lawler, Bill Rice, Sharon Rice) – 4:38
6. "You Can Feel Bad" (Matraca Berg, Tim Krekel) – 3:24
7. "A Thousand Times a Day" (Gary Burr, Nicholson) – 3:31
8. "She Drew a Broken Heart" (Jon McElroy, Ned McElroy) – 2:52
9. "To Feel That Way at All" (Lauderdale, Jack Tempchin) – 3:47
10. "Someday I Will Lead the Parade" (Arata, Scott Miller) – 4:00

## Personal
As listed in liner notes.

## Actuación en listas
| Listas (1996)                     | Posición |
| --------------------------------- | -------- |
| U.S. Billboard Top Country Albums | 10       |
| U.S. Billboard 200                | 86       |
| Canadian RPM Country Albums       | 16       |